# Come as You Are (canção)
"Come As You Are" é uma canção da banda grunge estadunidense Nirvana, escrita por Kurt Cobain e lançada como segundo single do segundo álbum da banda, Nevermind, em 1992. Foi a segunda canção da banda a entrar tanto no American Top 40 e no UK top 10, alcançando a posição de número 32 na Billboard Hot 100, e número nove no UK Singles Chart.
O videoclipe de "Come As You Are" foi dirigido por Kevin Kerslake, que se inspirou na arte de capa do Nevermind para fazê-lo.

## Origem e gravação
"Come As You Are" era umas das novas canções gravadas numa fita de ensaio que o grupo mandou para o produtor Butch Vig antes da gravação de Nevermind em 1991. A banda gravou a canção com Vig durante as sessões de gravação do álbum no Sound City Studios, em Van Nuys, Califórnia, no começo de 1991. Cobain gravou o solo de guitarra em duas tomadas, e três tomadas para os vocais, das quais a primeira foi a usada. Vig pediu então para Cobain duplicar os vocais em toda a canção. Durante a gravação da segunda voz, Cobain acidentalmente cantou a frase "and I don't have a gun" antes da hora, na quarta vez que ele cantava "memoria" após o solo. Ele acabou decidindo manter a frase antecipada na gravação final. Vig utilizou o trecho de Cobain cantando "memoria" no meio da canção colocando-o como voz de fundo ao final da canção, repetindo-o duas vezes.

## Composição e letras

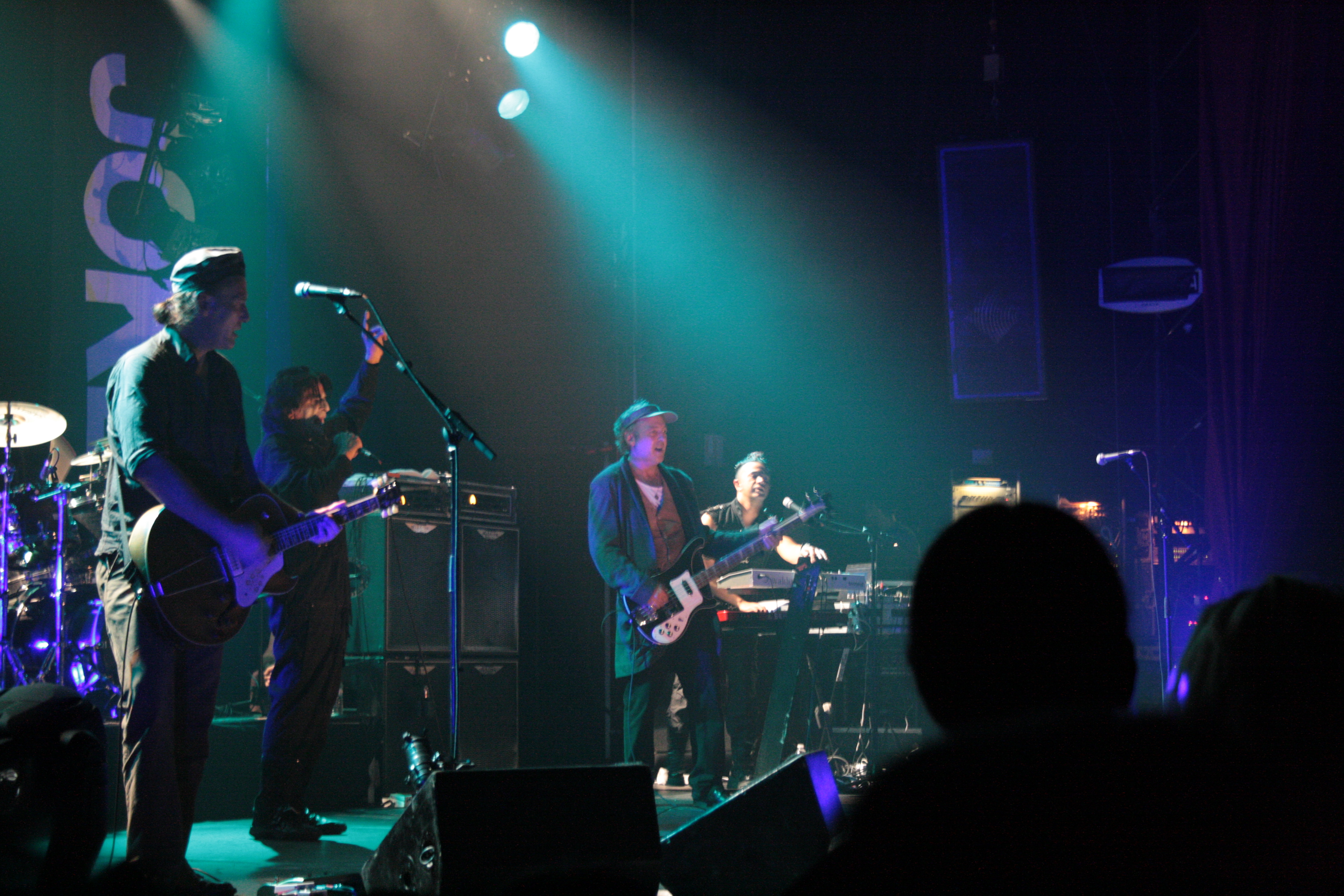
Killing Joke performing live in Paris, le Bataclan, on sept. the 27 th, 2010.

Cobain usa o pedal chorus Small Clone da Electro-Harmonix, que dá um aspecto "aquoso" ao som da guitarra. A canção tem um dos solos mais longos de Cobain. "Kurt realmente não tocava muitos solos", disse Vig. "Este está mais para uma parte melódica baseada na melodia vocal. Não é uma tentativa de mostrar alguma pirotecnia. É um complemento da melodia da canção."
Cobain descreveu a letra de "Come As You Are" como "contraditória", e disse que a canção era sobre "pessoas e da maneira como se espera que elas ajam".

## Lançamento
Atentos à semelhança dos riffs principais de "Come As You Are" e da canção "Eighties", da banda inglesa pós-punk Killing Joke, o Nirvana e seu empresário estavam inseguros quanto a lançar a canção como segundo single do Nevermind. Danny Goldberg, chefe da Gold Mountain, que empresariava o Nirvana, posteriormente revelou que "não conseguíamos decidir entre 'Come As You Are' e 'In Bloom'. Kurt estava nervoso em relação a 'Come As You Are' porque era muito similar à canção do Killing Joke, mas todos nós achamos que ainda sim era a melhor canção a se lançar. E ele [Cobain] estava certo, depois o Killing Joke reclamou a respeito da canção". O biógrafo do Nirvana, Everett True, escreveu que "Come As You Are" acabou sendo escolhida para o lançamento porque "Goldberg acabou favorecendo a canção mais obviamente comercial".
Era previsto que o primeiro single de Nevermind, "Smells Like Teen Spirit", seria para formar uma base de culto alternativo, enquanto "Come As You Are" seria capaz de atravessar para outros formatos de rádio. Entretanto, "Smells Like Teen Spirit" se tornou um sucesso inesperado e impulsionou a popularidade da banda, enquanto "Come As You Are" serviu para mantê-la. Após o lançamento como single em março de 1992, "Come As You Are" atingiu a posição de número 32 na Billboard Hot 100, ficando nas paradas por 18 semanas. A canção também alcançou a posição de número três na Billboard Mainstream and Modern Rock Tracks. O single também entrou no top 10 da UK Singles Chart, atingindo a posição de número nove. A canção foi classificada em 82º lugar na "The 500 Greatest Songs Since You Were Born", da revista Blender e em 452 na lista das "500 maiores canções de todos os tempos" da revista Rolling Stone.
Embora os membros do Killing Joke tenham alegado que o riff de "Come As You Are" era plágio do riff da canção "Eighties", a banda supostamente não entrou com processo por infração de copyright, ao que a revista Rolling Stone atribuiu a "razões pessoais e financeiras". Entretanto, relatos divergentes afirmam que o Killing Joke abriu um processo, mas a denúncia não foi aceita, ou que desistiram da açã após a morte de Cobain. Geordie Walker, guitarrista do Killing Joke, disse que a banda ficou "muito irritada com isso, mas [o plágio] era óbvio para todo mundo". Tínhamos dois pareceres de musicólogos diferentes atestando [o plágio]. Nosso editor enviou ao editor deles uma carta dizendo isso, ao que disseram 'buu, nunca ouvimos falar de vocês!', mas o escandaloso no fato de o Nirvana dizer que nunca tinha ouvido falar de nós é que eles já tinham nos enviado um cartão de Natal!"
Posteriormente, percebeu-se que uma terceira canção, "Life Goes On", da banda "The Damned", que é anterior às duas outras (do Nirvana e do Killing Joke) tem um riff semelhante ao de ambas.The Damned era uma banda de punk gótico e a canção foi lançada em 1982.
Em 1999, "Come As You Are" ficou na 49ª posição numa votação da revista Kerrangs! das "100 Melhores Canções de Rock de sempre!"

## Lista de faixas
- CD single

1. "Come as You Are" – 3:38
2. "Endless, Nameless" – 6:40
3. "Drain You" (Live) – 3:35
4. "School" (Live) – 2:31

## Desempenho nas paradas musicais
| Chart (1992)                        | Topo posição |
| ----------------------------------- | ------------ |
| Australian ARIA Singles Chart       | 25           |
| Austrian Singles Chart              | 28           |
| Canadian RPM Singles Chart          | 27           |
| Dutch Top 40                        | 14           |
| Dutch Top 100 Singles Chart         | 16           |
| Finnish Singles Chart               | 12           |
| French Singles Chart                | 12           |
| German Singles Chart                | 22           |
| Italian Singles Chart               | 8            |
| Irish Singles Chart                 | 7            |
| New Zealand Singles Chart           | 3            |
| Spanish Singles Chart               | 16           |
| Swedish Singles Chart               | 24           |
| Swiss Singles Chart                 | 21           |
| UK Singles Chart                    | 9            |
| US Billboard Hot 100                | 32           |
| US Billboard Mainstream Rock Tracks | 3            |
| US Billboard Modern Rock Tracks     | 3            |

## Ficha técnica

#### Nirvana
- Kurt Cobain - voz e guitarra
- Krist Novoselic - baixo
- Dave Grohl - bateria

#### Produção
- Butch Vig - produtor, engenheiro de som
- Andy Wallace - mixagem